# Ganbare! Kickers
Ganbare, Kickers! (がんばれ！キッカーズ Ganbare, Kikkāzu!?) es un manga y anime de fútbol y romance creado por Noriaki Nagai que fue conocida en España como Supergol, pero publicitada en sus primeras emisiones en Telecinco como Campeones II, fruto del éxito que esta serie había tenido en Italia, de donde ambas fueron adaptadas. Fue publicado por Shōgakukan en la revista CoroCoro Comic desde el 1985 hasta el 1989. La serie ganó en 1987 un premio Shōgakukan como el mejor manga para niños. Su género se clasifica como comedia, Drama, Shōnen y deportes.

## Historia y adaptación
El manga fue adaptado en una serie de anime por el Studio Pierrot durante 1986 y 1987. Alcanzando 26 episodios más un especial de 40 minutos, sin embargo únicamente se emitieron 21 episodios en Japón. En 1990 el anime llega a EMEA para su doblaje y tiene un éxito moderado en medio oriente (الهداف Al Haddaf), Irán (فوتبالیست‌ها), Italia (Palla al centro per Rudy), España (Supergol), Francia (But Pour Rudy), Polonia (Piłkarze) y especialmente en Alemania y Austria (Kickers).
El anime tuvo dos finales distintos en función de la región donde fue emitido. A nivel europeo el final que la serie recibió destacaba porque en el último partido del equipo protagonista no llegaban al empate en la final y perdían el partido. Sin embargo los japoneses tuvieron otro final distinto donde el equipo protagonista se alzaba con la victoria. (Aquí podemos visualizar los dos finales con doblajes español y japonés).

## Personal
- Historia Original: Noriaki Nagai
- Director: Akira Sugino (alternative spelling Akira Shigino)
- Guionistas: Sukehiro Tomita, Hiroshi Kaneko, Isao Shizutani
- Director artístico: Satoshi Miura
- Diseño de personajes: Takeshi Ozaka
- Diseño de fondos: Satoshi Miura
- Compositor: Jun Irie
- Productor: Yuni Nunokawa (alternative spelling Yuji Nunokawa)

## Seiyuu (Doblaje)
- Yuko Kobayashi - Akuna Yukie
- Ikue Ohtani - Kiyoshi Hara
- Tarako - Taichi
- Michie Tomizawa - Tetsuya
- Urara Takano - Mamoru
- Chieko Honda - ?????